# Karamu Caves
Die Karamu Caves sind ein Höhlensystem in der Region Waikato auf der Nordinsel von Neuseeland.
Die Höhlen liegen auf privatem Grund und sind 2015 mit 3535 m Länge auf Platz 33 der längsten Höhlen Neuseelands. Die Höhle hat fünf Zugänge.
Sie sind relativ einfach und sicher zugänglich und werden im Rahmen kommerziell organisierter Touren begangen, meist jedoch nur in einem Bereich von 200 Metern vom Zugang. Eine Tour in die Höhle dauert bis zu zwei Stunden.
In der Höhle leben „Glowworms“, daneben sind die karsttypischen Formationen wie Stalaktiten und Stalagmiten  zu sehen. In den 10 Jahren von 2001 bis 2011 hat einer der touristischen Anbieter 6500 Personen auf 280 Ausflügen durch die Höhle geführt.